# Tritzum
Tritzum (Fries: Tritsum) is een buurtschap in de gemeente Waadhoeke, in de Nederlandse provincie Friesland. De plaats ligt tussen Wommels en Tzum aan de gelijknamige weg. Tritzum ligt op een terp.
De plaats kent enige bekendheid vanwege het zogenaamde Tritsum-aardewerk uit de 6e tot 8e eeuw.

## Geografie
De buurtschap ligt in het dorpsgebied van Tzum en is te bereiken via de Slotwei. Vanaf Tritzum loopt een fietspad naar de Slachtedijk.

## Geschiedenis

### Ontstaansgeschiedenis
Tritzum is op een terp ontstaan in een streek met laaggelegen knipklei, zware zeeklei. De terp dateert uit de IJzertijd, rond 500 jaar voor het begin van de christelijke jaartelling. Waarschijnlijk werd de terp opgeworpen op de plek van een zogenaamde vlaknederzettingdie al zo'n 100 jaar bewoond was. Bodemvondsten dateren uit de periode 600-500 voor Christus, de zogenaamde Zeyencultuur, de archeologische cultuur uit de Vroege en Midden-IJzertijd.
Tritzum is mogelijk tijdelijk onbewoond geraakt tussen de Romeinse tijd en de vroege Middeleeuwen. Er zijn geen vondsten uit de 3e en 4e eeuw gedaan.

### Opgravingen
Tussen 1958 en 1961 vond er in Tritzum een grootschalig archeologisch onderzoek met opgravingen plaats onder leiding van Tjalling Waterbolk. Het doel van de opgravingen was om de Friese terp te vergelijken met de archeologische opgraving in Feddersen Wierde in Duitsland en Ezinge in de provincie Groningen.
Bij de opgraving werd de terp laag voor laag afgegraven en onderzocht. Er werden veel vondsten gedaan, onder meer scherven van zogenaamd streepband aardewerk, uit de 2e eeuw, enkele fragmenten van terra sigillata en een slijpsteen die met visgraat was versierd. Ook werden er enkele menselijke skeletten gevonden. Van de latere bewoonde periode werden restanten van hutkommen uit de 6e eeuw gevonden, half ingegraven en rechthoekig gebouwtjes.
Gezien intensiviteit van de vondsten wordt er vanuit gegaan dat de terp zeer intensief bewoond is geweest. Toch vielen de resultaten van de opgravingen tegen, omdat er vrijwel geen restanten van huizen werden gevonden. Het onderzoek werd mede daarom slechts gedeeltelijk uitgewerkt en minimaal gepubliceerd.
In Tritsum werd eveneens inheems aardewerk uit de 6e tot en met 8e eeuw gevonden. Dit aardewerk wordt sindsdien Tritsum of als Tritsum-aardewerk genoemd. Het gaat om een kustvariant van het zogenaamde Hessens-Schortens-aardewerk, een onversierd en ruw buidel- en tonvormig aardewerk, dat gevonden wordt van de Belgische kust tot en met de Friese kunstgebied en in Engeland.

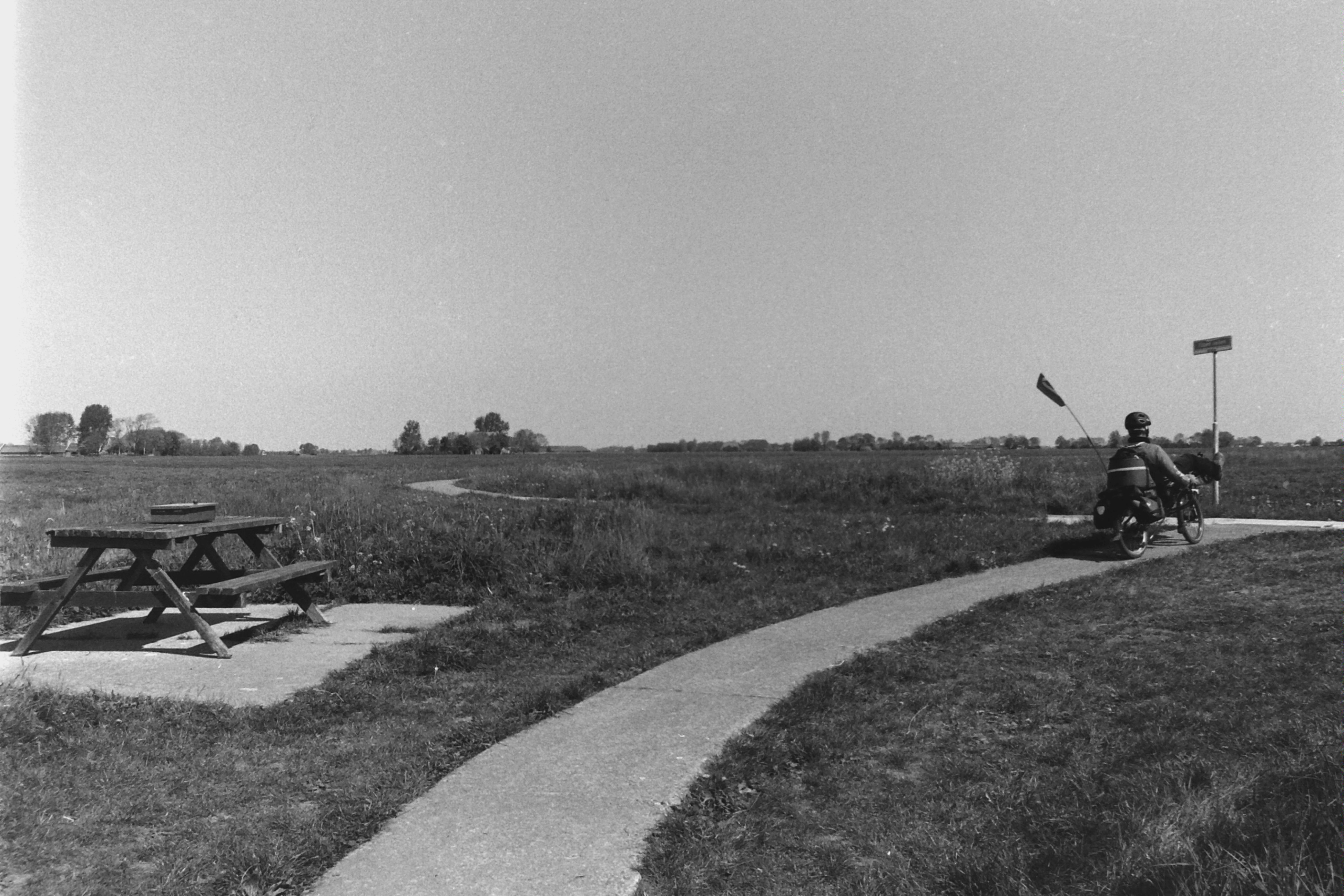
Op de kruising tussen de fietspaden Slinkepaad, Tûzen Jellen en Platte Dijk ten zuiden van Tritzum.

### Plaatsnaam en bewoningsontwikkeling
De buurtschap werd al in 1406 aangeduid als Tritzum. Andere aanduidingen waren Tritzem in 1423, Tritzen, Tritsen en Tritzem in 1511 en Tritssum in 1529-1538. De plaatsnaam duidt mogelijk op de woonplaats van de persoon Tritse. Een andere theorie is dat het eerste element (Tri) op een oude waternaam duidt of afkomstig is van het Pre-Germaanse woord voor een driehoek (thrî-aki) of van drie kanten (thrî-akio) zou betekenen.
Er wordt vanuit gegaan dat Tritzum lang uit in ieder geval twee boerderijen en later drie boerderijen heeft bestaan die op de terp waren gelegen. Vanuit Tritzum werd de boerderij de Grote Goudberg gesticht, die buiten de eigenlijke terp en omliggende weilanden was gelegen, maar wel behoorde tot Tritzum.

### Tweede Wereldoorlog
Tijdens de Tweede Wereldoorlog werd in de nacht van 11 op 12 april 1945 een dropping gedaan ter hoogte van Tritzum vanuit een vliegtuig. Het betrof een van de drieëntwintig wapendroppings die uitgevoerd werden op verschillende plekken in Friesland in 1944 en 1945, de wapens waren bedoeld voor het Fries verzet. Een houtskooltekening van de dropping bevindt zich in de collectie van het Fries Verzetsmuseum in Leeuwarden.

## Geboren in Tritzum
- Jacob Noordmans (1928-2017), journalist

Steden, dorpen en gehuchten: Achlum · Baijum · Beetgum · Beetgumermolen · Berlikum · Blessum · Boer · Boksum · Deinum · Dongjum · Dronrijp · Engelum · Firdgum · Franeker · Herbaijum · Hitzum · Klooster-Lidlum · Marssum · Menaldum · Minnertsga · Nij Altoenae · Oosterbierum · Oudebildtzijl · Peins · Pietersbierum · Ried · Ritsumazijl · Schalsum · Schingen · Sexbierum · Sint Annaparochie · Sint Jacobiparochie · Slappeterp · Spannum · Tzum · Tzummarum · Vrouwenparochie · Welsrijp · Westhoek · Wier · Winsum · Zweins

Buurtschappen: Arkens · Bonkwerd · Dijkshoek · Doijum · Fatum · Hatsum · Het Hooghout · Kie · Kiesterzijl · Kingmatille · Klooster Anjum · Koehool · Laakwerd · Lutjelollum · Miedum · Nieuwebildtzijl · Oosterend · Oosthoek · Rewerd (deels) · Roptazijl (deels) · Salverd · Schildum · Sopsum · Stad Niks · Tolsum · Tritzum · Tjeppenboer · Vrouwbuurtstermolen (deels) ·  Weakens · Westerend · Zwarte Haan

Voormalige buurtschappen:Barrum · De Kampen · De Poelen · De Vlaren · Dijksterhuizen · Franjumerburen · Holprijp · Koum · Langwerd · Teetlum · Memerd · War 

Friesland: Steden en dorpen      Nederland: Provincies · Gemeenten